# Cyathula geminata
Cyathula geminata är en amarantväxtart som först beskrevs av Peter Thonning, och fick sitt nu gällande namn av Horace Bénédict Alfred Moquin-Tandon. Cyathula geminata ingår i släktet Cyathula, och familjen amarantväxter. Inga underarter finns listade i Catalogue of Life.